# Diocesi di Tainan
La diocesi di Tainan (in latino: Dioecesis Tainanensis) è una sede della Chiesa cattolica a Taiwan suffraganea dell'arcidiocesi di Taipei. Nel 2022 contava 6.189 battezzati su 1.862.059 abitanti. È retta dal vescovo John Baptist Huang Min-Cheng, O.F.M.

## Territorio
La diocesi comprende la special municipality di Tainan (l'antica contea di Tainan), nella parte sud-occidentale dell'isola di Taiwan, e la contea di Penghu, costituita dalle isole omonime.
Sede vescovile è la città di Tainan, dove si trova la cattedrale di Nostra Signora della Cina.
Il territorio si estende su 303 km² ed è suddiviso in 32 parrocchie, raggruppate in 5 decanati.

## Storia
La diocesi è stata eretta il 21 marzo 1961 con la bolla Quoniam secundum di papa Giovanni XXIII, ricavandone il territorio dalla prefettura apostolica di Kaohsiung, che contestualmente è stata elevata a diocesi.

## Cronotassi dei vescovi
Si omettono i periodi di sede vacante non superiori ai 2 anni o non storicamente accertati.
- Stanislaus Lokuang † (21 marzo 1961 - 15 febbraio 1966 nominato arcivescovo di Taipei)
- Paul Ch'eng Shih-kuang † (7 giugno 1966 - 3 dicembre 1990 ritirato)
- Joseph Cheng Tsai-fa † (3 dicembre 1990 - 24 gennaio 2004 nominato arcivescovo di Taipei)
- Bosco Lin Chi-nan (24 gennaio 2004 - 14 novembre 2020 ritirato)
- John Lee Juo-Wang (14 novembre 2020 - 19 giugno 2021 dimesso)[1]
- John Baptist Huang Min-Cheng, O.F.M., dal 3 maggio 2023

## Statistiche
La diocesi nel 2022 su una popolazione di 1.862.059  persone contava 6.189 battezzati, corrispondenti allo 0,3% del totale.
| anno | popolazione | popolazione | popolazione | presbiteri | presbiteri | presbiteri | presbiteri                | diaconi | religiosi | religiosi | parrocchie |
| anno | battezzati  | totale      | %           | numero     | secolari   | regolari   | battezzati per presbitero | diaconi | uomini    | donne     | parrocchie |
| ---- | ----------- | ----------- | ----------- | ---------- | ---------- | ---------- | ------------------------- | ------- | --------- | --------- | ---------- |
| 1970 | 19.429      | 1.390.040   | 1,4         | 68         | 39         | 29         | 285                       |         | 38        | 120       | 57         |
| 1980 | 15.203      | 1.635.966   | 0,9         | 59         | 29         | 30         | 257                       |         | 37        | 71        | 55         |
| 1990 | 16.212      | 1.790.981   | 0,9         | 57         | 34         | 23         | 284                       |         | 33        | 84        | 46         |
| 1999 | 16.520      | 1.913.301   | 0,9         | 53         | 29         | 24         | 311                       |         | 27        | 68        | 53         |
| 2000 | 16.536      | 1.920.796   | 0,9         | 51         | 25         | 26         | 324                       |         | 26        | 68        | 53         |
| 2001 | 16.536      | 1.842.560   | 0,9         | 51         | 24         | 27         | 324                       |         | 27        | 71        | 54         |
| 2002 | 16.473      | 1.927.836   | 0,9         | 66         | 37         | 29         | 249                       |         | 68        | 61        | 55         |
| 2003 | 16.498      | 1.865.616   | 0,9         | 64         | 36         | 28         | 257                       |         | 62        | 76        | 54         |
| 2004 | 14.448      | 1.856.334   | 0,8         | 65         | 30         | 35         | 222                       |         | 49        | 72        | 44         |
| 2010 | 9.434       | 1.873.226   | 0,5         | 57         | 25         | 32         | 165                       |         | 32        | 75        | 44         |
| 2014 | 8.577       | 1.883.225   | 0,5         | 48         | 16         | 32         | 178                       |         | 32        | 65        | 44         |
| 2017 | 6.406       | 2.005.000   | 0,3         | 51         | 21         | 30         | 125                       |         | 30        | 73        | 46         |
| 2020 | 6.982       | 1.981.974   | 0,4         | 66         | 30         | 36         | 105                       |         | 40        | 68        | 32         |
| 2022 | 6.189       | 1.862.059   | 0,3         | 46         | 10         | 36         | 134                       |         | 36        | 68        | 32         |